# 妙高 (重巡洋艦)
妙高（みょうこう、旧仮名:めうかう）は、日本海軍の重巡洋艦。一等巡洋艦妙高型の1番艦である。艦名は新潟県の妙高山に因んで命名された。なお、名称は海上自衛隊のこんごう型護衛艦の3番艦「みょうこう」に受け継がれている。
2番艦那智の方が妙高より先に竣工したため『那智級』と呼ばれることもあった。
平賀譲造船中将の設計した艦級であり、主砲門数が多い。その代価に防御を軽視していたという評価もあるが、同時期の米重巡より重装甲であった。

## 艦歴

### 建造

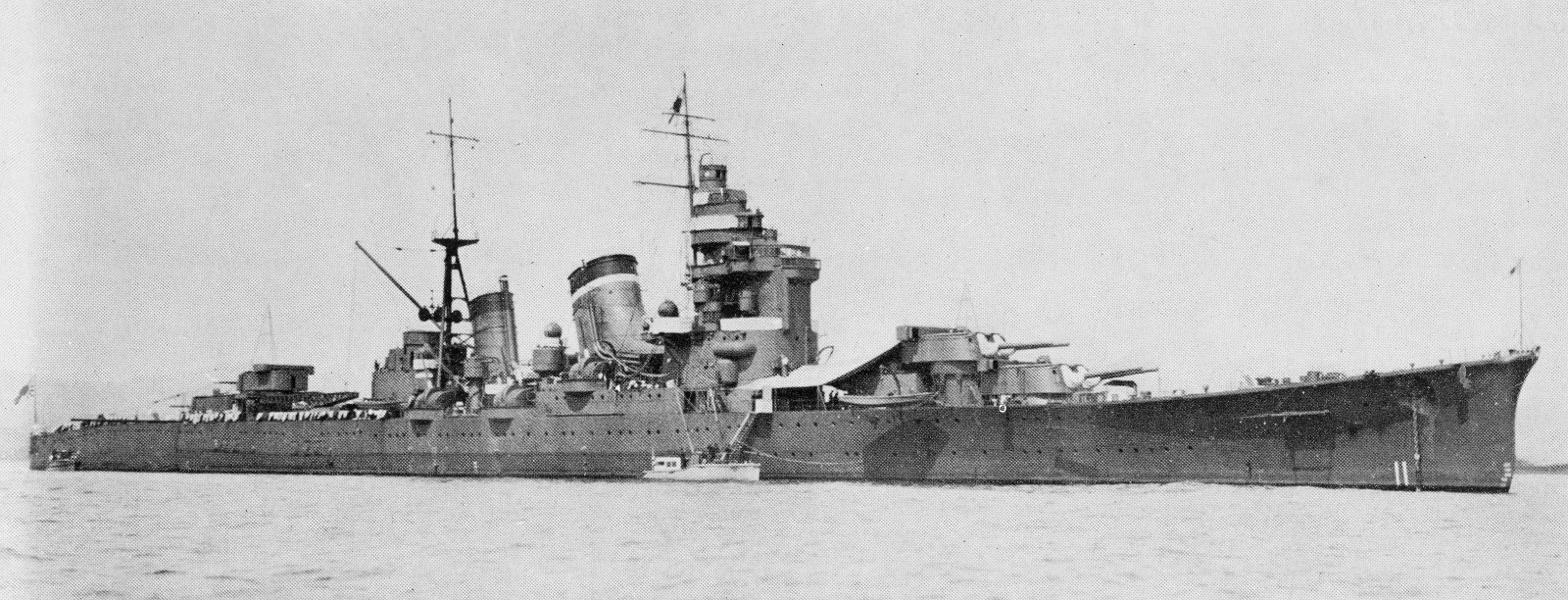
艦体側面（1931年）

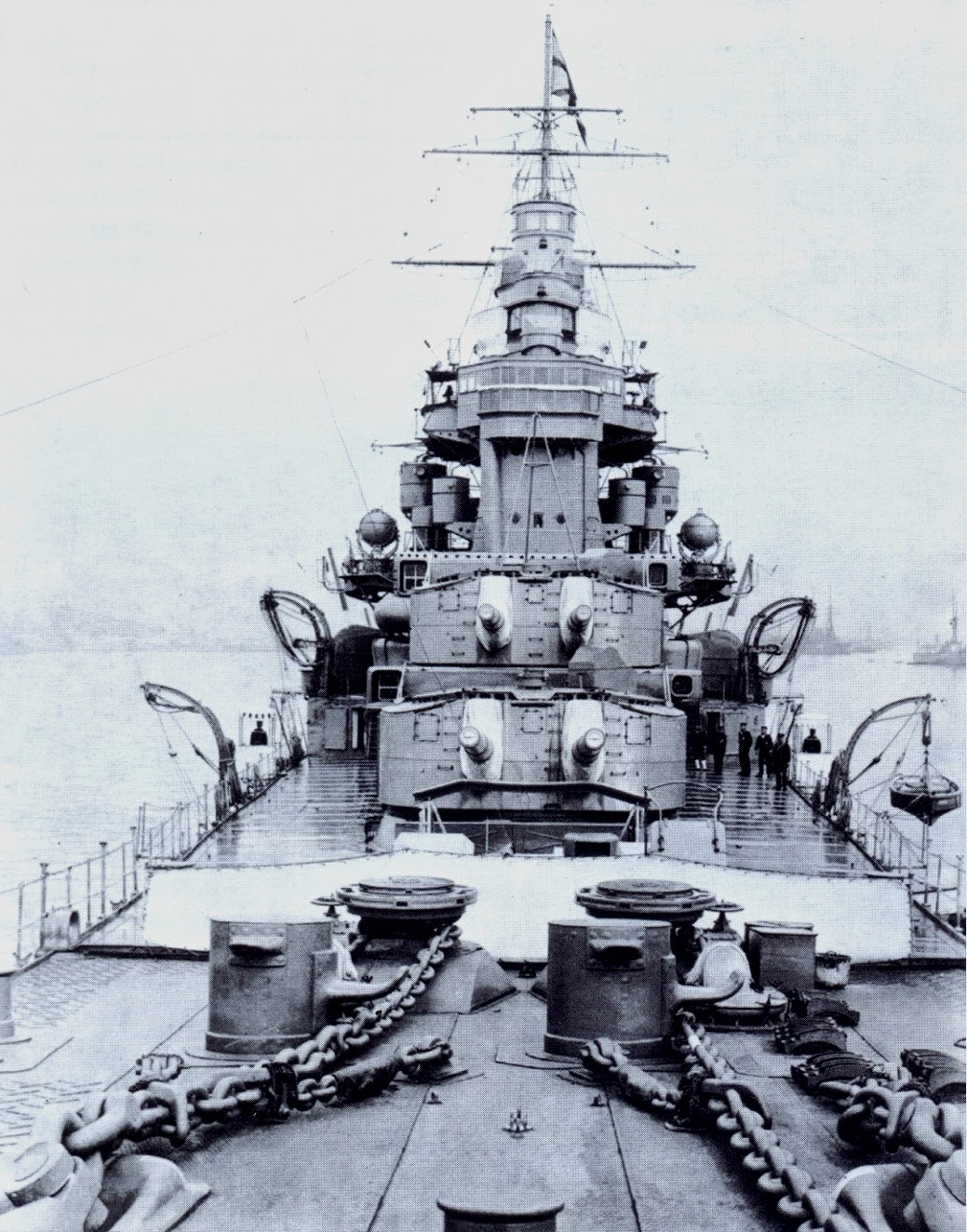
艦体正面（1931年）

1923年（大正12年）12月10日、横須賀で建造予定の一万トン級巡洋艦に妙高、呉工廠建造予定の同型艦に那智の艦名が正式に与えられる。妙高、那智の2隻は同日附で艦艇類別等級表に登録された。
妙高は1924年（大正13年）10月25日に横須賀海軍工廠で起工。1927年（昭和2年）4月16日に進水。即位したばかりの昭和天皇が行幸した進水式だった。妙高進水後の4月28日、同船台で高雄型重巡洋艦高雄の建造が始まった。妙高は1929年（昭和4年）7月31日に竣工。起工は妙高の方がはやかったが、竣工は那智の方が約8ヶ月も早かった。

### 昭和5年観艦式
1930年（昭和5年）10月26日神戸沖で実施された特別大演習観艦式で、昭和天皇は戦艦霧島を御召艦とし、妙高型4隻（足柄《先導艦》、妙高、那智、羽黒）は供奉艦を務めた。

### 1937年
1937年（昭和12年）の夏には支那事変（日中戦争）の上海上陸作戦に従事。妙高型4隻で第五戦隊を編成した。

### 太平洋戦争
1941年（昭和16年）12月8日の太平洋戦争開戦直後は比島部隊（指揮官高橋伊望中将/第三艦隊司令長官：旗艦足柄）に所属する。開戦劈頭、妙高、那智、羽黒はミンダナオ島ダバオ飛行場空襲を敢行する空母龍驤の航空隊を「帽振れ」で見送った。ダバオ、ホロ攻略作戦に従事した。
12月26日に比島部隊の大半は蘭印部隊となり、第五戦隊は第六駆逐隊第二小隊とともに東方攻略部隊の支援隊を編成。メナド、ケンダリー、アンボン、マカッサル、クーパンなどの攻略支援にあたる予定であった。蘭印攻略部隊はダバオに集合予定で、第五戦隊も12月30日にダバオに到着した。
1942年（昭和17年）1月4日、ダバオのマララグ湾に艦隊は停泊していた。主な所在艦は、「妙高」、「那智」、「羽黒」、「長良」、「那珂」、「神通」、「瑞穂」、「千歳」、「平安丸」、「南海丸」で、油槽船玄洋丸は駆逐艦2隻（「雪風」、「早潮」）を接舷させて燃料補給を行っている。「妙高」の近くには「神通」、「千歳」が停泊していた。11時55分、ボルネオ島サマリンダから発進したコム少佐率いる8機のB-17（600ポンド爆弾搭載）が艦隊を爆撃。「妙高」の二番砲塔左舷側甲板上縁部に爆弾が命中した。
艦長は前部弾火薬庫注水を命じた、という。死者は20名、負傷者は40余名、または29名（うち重傷10名）。第五戦隊司令官高木武雄少将も爆風で軽傷を負った。
ダバオ飛行場は連日の豪雨で使用不能であり、また空襲への油断から対空警戒がおろそかになっており、砲員が主砲塔に入ろうとして混雑していた場所に爆弾が命中したことも、被害が大きくなった一因だった。妙高は大型軍艦としては、太平洋戦争で最初に損害を受けた艦となった。妙高被害報告を受けた宇垣纏連合艦隊参謀長は「(敵機は)アンボン方面より來りたるものか」としてアンボン島方面の攻略を検討している。第五戦隊旗艦は「那智」に変更され、「妙高」は佐世保港に回航されて佐世保工廠で1月9日から2月19日まで修理を受けた。修理の際、砲身2本が換装された。
妙高は2月20日に佐世保を出港し、マカッサルへ向かった。2月26日、蘭印部隊指揮官高橋伊望中将（旗艦足柄）は合流したばかりの妙高をふくむ重巡2隻（足柄、妙高）・駆逐艦2隻（雷、曙）を率いてボルネオ島マカッサルを出撃、27日には第五戦隊・第二水雷戦隊・第四水雷戦隊と連合国軍艦隊が交戦した事を知り、戦場へ急行した。だがスラバヤ沖海戦第一次昼戦・第二次昼戦等には間に合わず、戦闘を終えた第五戦隊・第二水雷戦隊・第四水雷戦隊各隊と合流して輸送船団の護衛に従事した。
3月1日、第五戦隊部隊（那智、羽黒、山風、江風）は連合国軍艦隊残存艦のイギリス海軍の重巡エクセター (HMS Exeter, 68)、駆逐艦2隻（エンカウンター、ポープ）と遭遇、砲弾魚雷を撃ち尽くしていた第五戦隊は、足柄、妙高、雷、電の加入を経て敵艦3隻を撃沈することにした。妙高型4隻と駆逐隊、さらに空母龍驤の艦載機も戦闘に加入し、3隻は撃沈された。3月1日の戦闘で足柄、妙高は20cm砲弾1171発、妙高型4隻で酸素魚雷24本を消耗した。だが、酸素魚雷は自爆等により1本も命中していない。
5月上旬の珊瑚海海戦では、第五戦隊司令官/MO機動部隊指揮官高木少将は妙高に座乗、妙高をMO機動部隊の旗艦として翔鶴型航空母艦2隻を指揮する。5月8日時のMO機動部隊戦力（旗艦妙高）は、第五戦隊（妙高、羽黒）、第六戦隊第2小隊（衣笠、古鷹）、第五航空戦隊（司令官原忠一少将：翔鶴、瑞鶴）、第7駆逐隊（曙、潮）、第27駆逐隊（時雨、白露、《有明：8日海戦には不参加》、夕暮）であった。米艦隊は空母レキシントンを喪失し、ヨークタウンが大破、MO機動部隊は翔鶴が大破した。第五戦隊は第27駆逐隊（時雨、白露、有明）に護衛されて日本本土へ戻った。
6月のミッドウェー海戦、8月下旬の第二次ソロモン海戦に参加する。10月15日夜、妙高は高雄型重巡摩耶を急遽部隊に臨時編入し、第二水雷戦隊（軽巡五十鈴、第31駆逐隊《高波、巻波、長波》、第24駆逐隊《海風、江風、涼風》）と共にガダルカナル島ヘンダーソン基地艦砲射撃を実施した。10月26日の南太平洋海戦に参加する。

### 太平洋戦争中盤以降
1943年（昭和18年）11月1日、連合艦隊は第五戦隊司令官大森仙太郎少将（旗艦妙高）を指揮官とする連合襲撃隊を編制し、本隊（大森少将直率：第五戦隊《妙高、羽黒》）、第一警戒隊（第三水雷戦隊司令官伊集院松治少将：川内、第27駆逐隊《時雨、五月雨、白露》）、第二警戒隊（十戦隊司令官大杉守一少将：阿賀野、駆逐艦《長波、初風、若月》）、輸送隊（山代勝守大佐：駆逐艦《天霧、文月、卯月、夕凪、水無月》）という戦力でブーゲンビル島タロキナ岬に上陸したアメリカ軍に対し逆上陸計画を企図する。だが輸送隊は引き返し、主隊・第一警戒隊・第二警戒隊でアメリカ軍輸送船団の撃滅を目指した。これをアーロン・S・メリル少将率いる巡洋艦4隻・駆逐艦8隻の艦隊が迎撃する。ブーゲンビル島沖海戦である。
11月1日午後11時30分以降、妙高、羽黒の偵察機が米艦隊発見を報告する。11月2日00時45分、時雨が第一警戒隊左前方から接近する米艦隊発見を報告、つづいて川内もそれを認めた。最初に米艦隊と交戦したのは第一警戒隊で、川内は00時55分には炎上して舵故障を起こし、戦闘不能となる。主隊と第二警戒隊は回避行動に専念し、午前1時7分に妙高と初風の衝突を招いた。時雨の報告から26分が経過した午前1時16分に妙高と羽黒は射撃を開始する。第五戦隊は『敵一番艦ニ命中弾数発ヲ認ムルト同時　魚雷命中ノ水柱ヲ認ム　敵二番艦魚雷二本命中撃沈　敵三(又ハ四)番艦ニ魚雷命中水柱大火災ヲ認ム』と報告しているが、軽巡デンバーに不発弾3発、駆逐艦スペンスに1発が命中して小破しただけだった。
大戦果を挙げたと誤認した大森司令官は各隊に撤収を下令、米艦隊はこれを追撃して戦場に取り残されていた川内、初風を撃沈した。戦闘終了後、第五戦隊は『重巡洋艦1隻轟沈、同2隻魚雷命中撃沈確実、大型駆逐艦2隻轟沈、重巡あるいは大型駆逐艦1隻魚雷命中撃沈確実、駆逐艦1隻同士討ちで損傷、重巡1ないし2隻および駆逐艦に命中弾』と報告した。実際の損害は第一警戒隊（川内、時雨、五月雨、白露）による駆逐艦フートの大破、五戦隊によるデンバー、スペンスの小破だった。ほかにモントピリアに魚雷2本命中も不発、サッチャーの衝突により小破。戦術的（損傷艦）および戦略的（輸送船団撃滅失敗）にも本海戦は日本軍の完敗で終わった。翌朝、羽黒からは妙高の前部左舷に初風の甲板がぶらさがっている光景が見られたという。このあと大森少将は第五戦隊司令官を解任された。

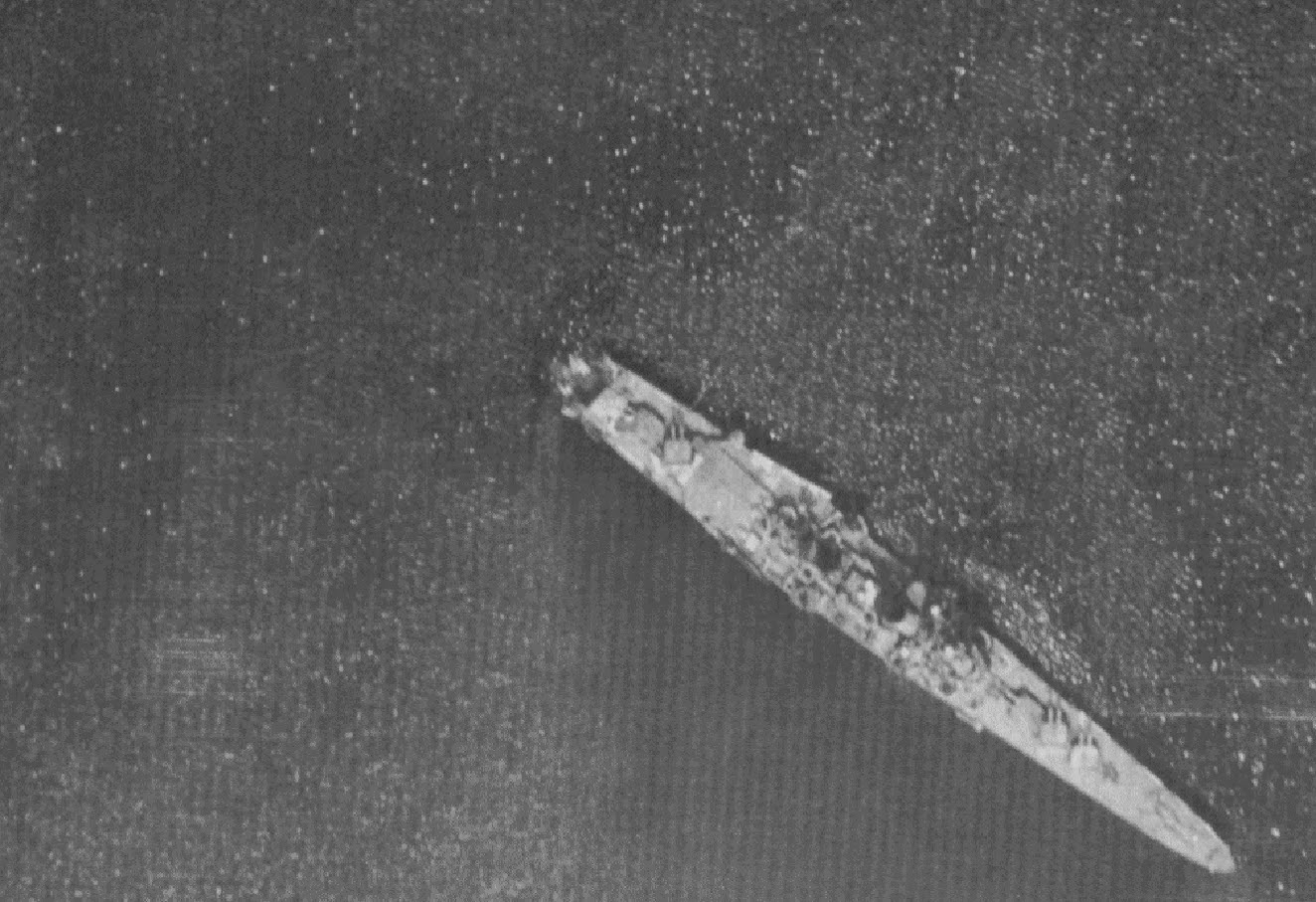
防空艦となった妙高。B29からの撮影（1945年2月セレター軍港）

1944年（昭和19年）6月のマリアナ沖海戦、10月中旬のレイテ沖海戦等に参加する。10月24日のシブヤン海海戦で「妙高」は右舷後部に魚雷1本が命中。後部発電機室、右舷機械室、右舷内外軸室などに浸水、傾斜して速力も低下し落伍した。第五戦隊旗艦は「妙高」から「羽黒」に変更され、「妙高」はコロンへと向かい10月25日に到着した。
11月3日、シンガポール入港。同地で応急修理を行い、内地回航が可能となった「妙高」は、水銀、生ゴム、ボーキサイトなどを積み、駆逐艦「潮」の護衛で12月12日に出港した。「妙高」は左舷側の2軸のみで20ノット発揮可能となっていた。12月13日夜、仏印沖で「妙高」はアメリカ潜水艦「バーゴール」の雷撃を受け、 五番砲後左舷側後部に魚雷が命中。「妙高」は航行不能となった。「妙高」は浮上中であった「バーゴール」に対して主砲と高角砲で二二号電探を使用したレーダー射撃を実施し、主砲弾1発を命中させたが不発であった。一軸運転状態で「妙高」の曳航はできない「潮」はその場を去り、駆逐艦「初霜」と「霞」が救援に駆け付けた。しかし、悪天候のため「霞」による曳航の試みは失敗し、さらに「妙高」の艦尾部分も切断され失われた。その後重巡洋艦「羽黒」が現場に到着し、「羽黒」に曳航されて「妙高」は12月25日にシンガポールに到着した。1945年1月20日、「妙高」は第一南遣艦隊附属となった。
その後の戦況により内地回航の意味もなくなり、同様に航行不能状態で同地に所在していた重巡洋艦「高雄」とともに防空艦としてシンガポールに留まることとなった。高角砲と機銃の大部分は陸上陣地に移設され、乗員は臨時陸戦隊に編成された。妙高はこの後も主缶と補機類（発電機など）は使用可能であり、自力での投揚錨、通信、電力供給などが可能な状態で終戦を迎えた。

### 処分

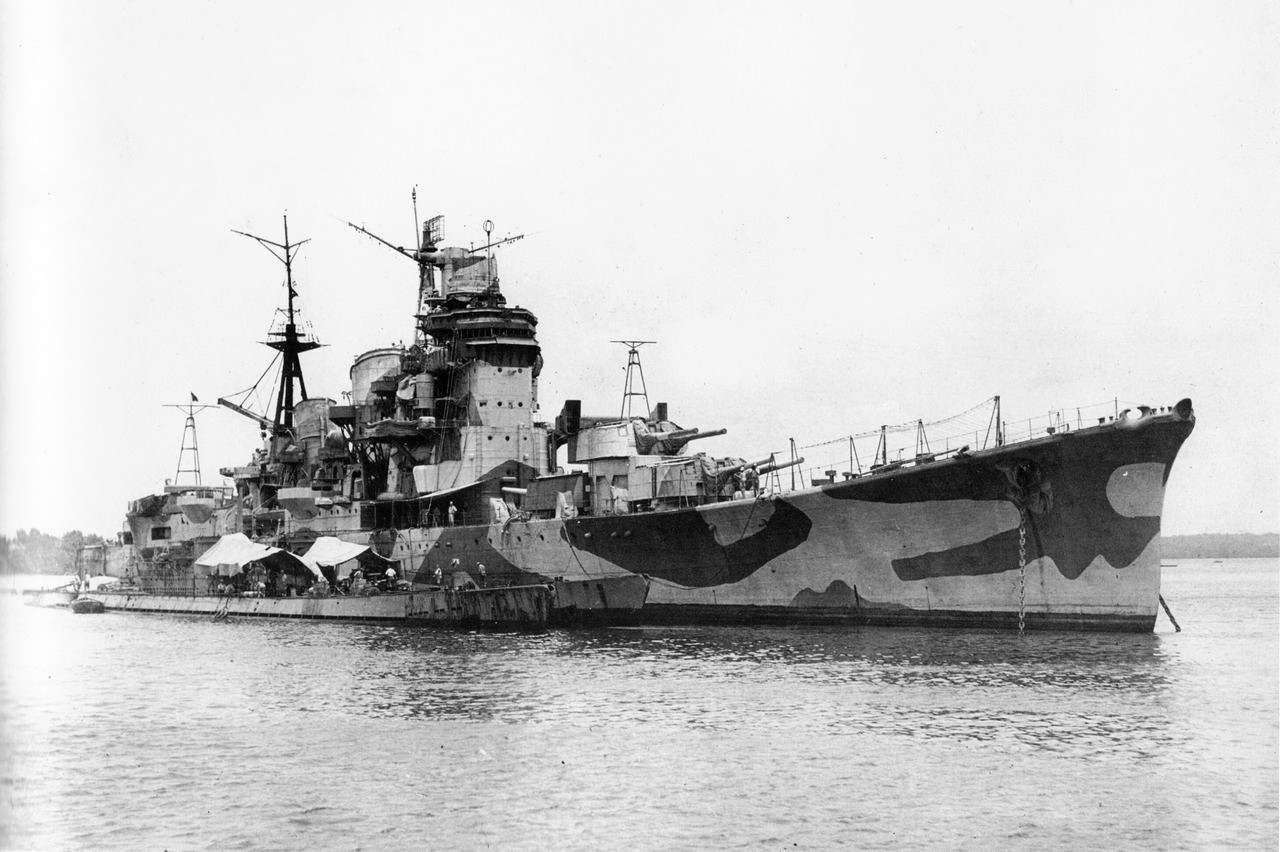
昭和20（1945）年秋、シンガポールのセレター軍港における妙高と横付け中の伊501潜（左）と伊502潜

妙高、高雄は終戦をシンガポールで迎え、人員宿泊・他艦船の修理・通信などの担任母艦として使用された。その後はイギリスに接収されることとなったが、引渡しを受けたイギリス海軍は、規格が大きく違うとの理由（イギリスの軍艦と違い、居住性が極めて悪かったのが大きな要因とされる）から、妙高、高雄の自沈処分を決定した。妙高は1946年（昭和21年）7月8日、マラッカ海峡にてキングストン・バルブを開き、海没処分された。沈没地点北緯3度5分6秒 東経100度40分6秒 / 北緯3.08500度 東経100.66833度。8月10日に除籍された。その後高雄も10月29日にマラッカ海峡で自沈処分が行なわれた。妙高と高雄は同じ船台で建造され、妙高の進水式には昭和天皇が行啓、高雄の進水式には香淳皇后が行啓していた。妙高型4隻・高雄型4隻の中でネームシップの妙高、高雄のみ生存し、終戦を同じ場所で迎えほぼ同じ地点に沈められるという『奇妙な縁』を持つ軍艦だった。

## 歴代艦長
※『艦長たちの軍艦史』95-98頁、『日本海軍史』第9巻・第10巻の「将官履歴」に基づく。

### 艤装員長
1. 藤沢宅雄 大佐：昭和3年（1928年）12月10日 - 1929年3月17日[46]

### 艦長
1. 藤沢宅雄 大佐：昭和4年（1929年）3月17日[46] - 1929年11月1日
2. （兼）新山良幸 大佐：昭和4年（1929年）11月1日 - 1929年11月30日
3. 植松練磨 大佐：昭和4年（1929年）11月30日 - 1930年12月1日
4. 山口長南 大佐：昭和5年（1930年）12月1日 - 1931年12月1日
5. 井沢春馬 大佐：昭和6年（1931年）12月1日 - 1932年12月1日
6. 高橋頴雄 大佐：昭和7年（1932年）12月1日 - 1934年11月15日
7. 浮田秀彦 大佐：昭和9年（1934年）11月15日 - 1935年11月15日
8. 伍賀啓次郎 大佐：昭和10年（1935年）11月15日 - 1936年12月1日
9. 藤田類太郎 大佐：昭和11年（1936年）12月1日 - 1938年4月25日
10. 保科善四郎 大佐：昭和13年（1938年）4月25日 - 1938年11月15日
11. 伊藤賢三 大佐：昭和13年（1938年）11月15日 - 1939年7月20日
12. 阿部孝壮 大佐：昭和14年（1939年）7月20日 - 1939年11月15日
13. 板垣盛 大佐：昭和14年（1939年）11月15日 - 1940年11月15日
14. 矢野英雄 大佐：昭和15年（1940年）11月15日 - 1941年8月11日
15. 山澄貞次郎 大佐：昭和16年（1941年）8月11日 - 1942年5月23日
16. 三好輝彦 大佐：昭和17年（1942年）5月23日 - 1943年3月2日
17. 中村勝平 大佐：昭和18年（1943年）3月2日 - 1943年12月5日
18. 石原聿 大佐：昭和18年（1943年）12月5日 - 1945年1月15日
19. 小野田捨次郎 大佐：昭和20年（1945年）1月15日 - （兼任）
20. 加賀山外雄 大佐：昭和20年（1945年）3月22日 -

## 補足
昭和7年（1932年）に起こった五・一五事件で、犬養毅首相を襲撃した三上卓中尉は妙高の乗組員であった。